# インフラエンジニア
インフラエンジニア（IT infrastructure engineer）とは、企業の情報システムを構築するITエンジニアのカテゴリの一つで、主にIT基盤（インフラストラクチャー）の構築を担当する職種を指す。

## 概要
情報システムの構成要素には様々な技術が使用されているが、H/W、仮想化、OS、ネットワーク、ミドルウェア、セキュリティといった基盤となる領域を担当するのがインフラエンジニアである。インフラエンジニアのカテゴリには各要素技術に精通したITスペシャリストやサーバーエンジニア、セキュリティエンジニア、プラットフォームエンジニア、ネットワークエンジニア、データベースエンジニア等が含まれる。インフラエンジニアが構築したシステム基盤に、アプリケーションエンジニアが開発したアプリケーションソフトウェアを導入することで業務システムが構築される。近年はシステム基盤にパッケージソフトウェアを導入したり、ITベンダーが提供するセットアップ済みのアプライアンス製品を組み込んだりすることも多い。また、IaaS等のクラウドコンピューティングやデータセンター、システム運用も主要な職務範囲である。アプリケーションを含んだ全体最適化等に取り組むインフラエンジニアはITアーキテクトと呼ばれる。
インフラエンジニアはシステム構築に携わるシステムエンジニア（SE）であるが、ソフトウェアの設計を担当する狭義のシステムエンジニア (SE) ではないため、インフラSEやインフラ系SEと表記することが多い。